# Geoffrey Hutchinson, Baron Ilford
Geoffrey Clegg Hutchinson, Baron Ilford QC MC TD (* 14. Oktober 1893 in Prestwich; † 21. August 1974 in Cannes, Frankreich) war ein britischer Offizier, Rechtsanwalt und Politiker der Conservative Party, der mit Unterbrechungen zwölf Jahre lang Abgeordneter des House of Commons war und 1962 als Life Peer aufgrund des Life Peerages Act 1958 Mitglied des House of Lords wurde.

## Leben

### Erster Weltkrieg, Rechtsanwalt und Kommunalpolitiker
Hutchison, Sohn eines Baumwollfabrikanten, begann nach dem Besuch des Cheltenham College ein Studium am Clare College der University of Cambridge, das er bei Ausbruch des Ersten Weltkrieges 1914 unterbrach, um seinen Militärdienst bei den Lancashire Fusiliers anzutreten. In den folgenden vier Jahren fand er Verwendung bei der British Expeditionary Force und wurde nach einer Verwundung für seine Tapferkeit 1916 mit dem Military Cross ausgezeichnet.
Nach Kriegsende setzte Hutchison sein Studium am Clare College fort und schloss dieses 1919 mit einem Master of Arts (M.A.) ab. Nach einem darauf folgenden Studium der Rechtswissenschaften erhielt er 1920 seine anwaltliche Zulassung bei der Rechtsanwaltskammer (Inns of Court) von Inner Temple und nahm danach eine Tätigkeit als Barrister auf.
1931 begann Hutchinson seine politische Laufbahn für die konservativen Tories in der Kommunalpolitik, als er zum Mitglied des Rates des Metropolitan Borough of Hampstead gewählt wurde, dem er bis 1937 angehörte. Während dieser Zeit wurde er am 22. Februar 1933 zum Hauptmann der Lancaster Fusiliers befördert und kandidierte bei den Unterhauswahlen am 14. November 1935 ohne Erfolg für die Conservative Party im Wahlkreis Gower.

### Unterhausabgeordneter und Zweiter Weltkrieg
Am 29. Juni 1937 wurde er bei einer Nachwahl (By-election) im Wahlkreis Ilford erstmals zum Abgeordneten in das House of Commons gewählt und vertrat diesen Wahlkreis bis zu dessen Auflösung bei den Unterhauswahlen am 5. Juli 1945. Zwischen 1937 und 1944 fungierte Hutchinson, der am 14. Januar 1937 auch zum Major befördert wurde, als Präsident der Non-County Boroughs Association, einer Vereinigung, in der die Metropolitan Boroughs organisiert waren. Für seine militärischen und anwaltlichen Verdienste wurde er 1938 mit der Territorial Decoration ausgezeichnet sowie 1939 zum Kronanwalt (Queen’s Counsel) ernannt.
Nach Beginn des Zweiten Weltkrieges wurde Hutchinson in den aktiven Militärdienst zurückberufen und fand zunächst Verwendung bei Einsätzen der British Expeditionary Force an der französisch-belgischen Grenze, ehe er 1941 ins Kriegsministerium (War Office) versetzt wurde, wo er bis zum Erreichen der Altersgrenze am 17. November 1945 als stellvertretender Assistent der damaligen Militärsekretäre Generalleutnant Arthur Floyer-Acland und Generalleutnant Colville Wemyss diente.
Als Abgeordneter des House of Commons fungierte er 1942 als Mitglied des Ausschusses für nationale Ausgaben (Select Committee on National Expenditure) und war außerdem 1944 Mitglied des Sprecherausschusses (Speaker’s Committee). Des Weiteren war Hutchison auch weiterhin in der Kommunalpolitik tätig und war zwischen 1944 und 1952 nicht nur Mitglied des London County Council (LCC) als Vertreter von Hampstead und zugleich von 1944 bis 1949 Vorsitzender des Finanzausschusses des LCC, sondern wurde 1944 auch noch zum Vizepräsidenten der Vereinigung der Kommunalvereinigungen (Association of Municipal Corporations) gewählt.

### Nachkriegszeit, Wiederwahl ins Unterhaus und Oberhausmitglied
Nach Kriegsende kandidierte er bei den ersten Unterhauswahlen nach dem Zweiten Weltkrieg am 5. Juli 1945 für den neuen Wahlkreis Ilford North, unterlag aber der Kandidatin der Labour Party Mabel Ridealgh. In den folgenden Jahren war er zeitweise Verwaltungsratsmitglied des Christ’s Hospital und wurde 1947 Direktor der Wasserwerke Colne Valley Water Company Plc sowie 1950 Präsident der Britischen Wasserwerkevereinigung (British Waterworks Association).
Bei den Unterhauswahlen am 23. Februar 1950 kandidierte Hutchison, der 1946 sogenannter „Bencher“ der Anwaltskammer von Inner Temple sowie am 1. Mai 1948 Ehren-Oberst des 5. Bataillon der Lancashire Fusiliers, erneut im Wahlkreis Ilford North und schlug diesmal die Wahlkreisinhaberin Mabel Ridealgh mit rund 8.500 Wählerstimmen Vorsprung. Er vertrat diesen Wahlkreis nach seiner Wiederwahl bei den Unterhauswahlen am 25. Oktober 1951 bis zu seinem Mandatsverzicht 1954. Während dieser Zeit war er 1951 sowie 1953 Mitglied des Gemeinsamen Ausschusses des Parlaments für Konsolidierungen und Gesetze (Joint Committee on Consolidation and Bills).
Neben seiner parlamentarischen Tätigkeit war Hutchinson 1951 Präsident der Vereinigung der Wassergesellschaften (Water Companies Association) sowie 1952 Vorstandsvorsitzender der East Surrey Water Company. 1954 verzichtete Hutchinson, der 1952 zum Knight Bachelor geschlagen worden war und seither den Namenszusatz „Sir“ trug, auf sein Mandat als Abgeordneter des House of Commons, nachdem er Vorsitzender des National Assistance Board wurde und diese Funktion bis 1962 behielt. Zuletzt wurde Hutchinson durch ein Letters Patent vom 14. Mai 1962 als Life Peer mit dem Titel Baron Ilford, of Bury in the County Palatine of Lancaster, in den Adelsstand erhoben und gehörte damit bis zu seinem Tod dem House of Lords als Mitglied an.